# Tomicodon bidens
Tomicodon bidens är en fiskart som beskrevs av Briggs, 1969. Tomicodon bidens ingår i släktet Tomicodon och familjen dubbelsugarfiskar. IUCN kategoriserar arten globalt som sårbar. Inga underarter finns listade i Catalogue of Life.